# Litsea beusekomii
Litsea beusekomii är en lagerväxtart som beskrevs av Kostermans. Litsea beusekomii ingår i släktet Litsea och familjen lagerväxter. Inga underarter finns listade i Catalogue of Life.